# Carlos Giudice
Joaquín Carlos Giudice Ghío (* 3. Juni 1906 in Peñablanca, Villa Alemana; † 12. Oktober 1979  in Santiago de Chile), auch bekannt unter dem Spitznamen Gran Capitán ("Großer Kapitän"), war ein chilenischer Fußballspieler. Der Stürmer nahm als Kapitän der Nationalmannschaft am Campeonato Sudamericano 1935 teil.

## Karriere

### Verein
Carlos Giudice begann in seinem Heimatort Peñablanca, das heute zur Villa Alemana gehört, das Fußballspielen. Danach spielte er bei den Santiago Wanderers, die in der Liga de Valparaíso spielten. 1930 wechselte er für ein halbes Jahr zu Peñarol Montevideo und gilt als erster Chilene im ausländischen Fußball. Die Strukturen in Uruguay waren deutlich professioneller als in Chile. Giudice erzielte in 17 Spielen 14 Tore und wurde mit Peñarol uruguayischer Meister 1929, nachdem die Saison mehrmals unterbrochen worden war und erst im November 1930 endete. Die Primera División in Chile, die nur aus Hauptstadtklubs bestand, wurde 1933 gegründet. Giudice schloss sich Audax Italiano an und wurde 1934 Torschützenkönig und 1936 Meister der Liga.

### Nationalmannschaft
Carlos Giudice wurde für den Campeonato Sudamericano 1935 in Uruguay für die Nationalmannschaft unter Joaquín Morales nominiert. Dort absolvierte der Stürmer und Kapitän der Mannschaft alle drei Spiele und erzielte den zwischenzeitlichen Ausgleich bei der 1:2-Niederlage gegen Uruguay. Chile verlor alle drei Partien und wurde Vierter.

## Erfolge
Peñarol
- Uruguayischer Meister: 1929

Audax Italiano
- Chilenischer Meister: 1936
- Torschützenkönig der Primera División: 1934 (19 Tore)